# Whispers in the Dark
Whispers in the Dark er en amerikansk thriller fra 1992 om en psykiater, hvis hvis patients kæreste måske kan være en seriemorder. Medvirkende i filmen er Annabella Sciorra, Jamey Sheridan, Alan Alda, Jill Clayburgh, John Leguizamo og Anthony LaPaglia. Filmen blev udgivet af Paramount Pictures den 7. august 1992. Den blev nomineret til en Razzie Award for Alan Alda som Værste mandlige birolle.

## Medvirkende
- Annabella Sciorra – Ann Hecker
- Jamey Sheridan – Doug McDowell
- Anthony LaPaglia – Det. Morgenstern
- Jill Clayburgh – Sarah Green
- John Leguizamo – Fast Johnny C.
- Deborah Unger – Eve Abergray
- Alan Alda – Leo Green
- Anthony Heald – Paul
- Jacqueline Brookes – Mrs. McDowell
- Gene Canfield – Billy O'Meara
- Joe Badalucco – Undercover Cop
- Bo Dietl – Detective Ditali